# Conquer Divide
Conquer Divide est un groupe américain de punk hardcore, originaire du Michigan.

## Histoire
Bien que Conquer Divide se soit formé fin 2012 dans le Michigan, le groupe n'est officiellement actif que depuis 2013. La première formation complète du groupe était composée des deux chanteuses Kiarely Castillo et Janel Duarte, des deux guitaristes Izzy Johnson et Kristen Sturgis, ainsi que de la bassiste Sarah Stonebraker et de la batteuse Tamara Tadic. La guitariste Izzy Johnson, qui est originaire du Royaume-Uni, est acceptée dans le groupe après un casting. Entre-temps, Stonebraker et Tadic quittent le groupe. Après plusieurs changements de line-up, le groupe actuel est composé de Castillo, Duarte, Johnson, Sturgis et Samantha Landa.
Le groupe signe un contrat d'enregistrement avec Artery Recordings et sort son premier single At War quelques jours plus tard. Le groupe travaille avec le producteur Joey Sturgis sur son premier album, qui est sorti dans le monde entier le 24 juillet 2015,. Le 17 juin 2015, le groupe sort son single Sink Your Teeth Into this dans lequel on peut entendre Denis Shaforostov d'Asking Alexandria.
En avril et mai 2015, Conquer Divide fait une tournée aux États-Unis avec Alesana, Capture the Crown et The Browning. Auparavant, le groupe avait fait une tournée avec It Lies Within entre février et mars. Entre le 17 juillet et le 16 août 2015, le groupe a fait une tournée aux États-Unis avec Upon a Burning Body, Within the Ruins, Come the Dawn, A Skylit Drive, Iwrestledabearonce et Oceano en tant que groupe d'ouverture. Le 12 août, la tournée de concerts croise le Summer Slaughter Tour à New York.
En 2020, le groupe sort son premier single, Chemicals, après près de cinq ans de silence, suivi d'un deuxième single, Messy, en mai 2021.
En 2022, le groupe accompagne Electric Callboy et Attack Attack! lors de leur tournée américaine. En mai 2022, le single Atonement sort. En mai 2023, le groupe annonce la sortie de son deuxième album Slow Burn pour septembre de la même année. Il est publié par Mascot Records. En 2024, le groupe accompagne The Warning lors de leur tournée européenne[réf. souhaitée]. 

## Style musical
Le groupe joue une variante du post-hardcore, qui se caractérise tantôt par des riffs de guitare durs, tantôt par des sing-a-longs pop. Le son du groupe est comparable à celui de Blessthefall, Asking Alexandria et VersaEmerge. Izzy Johnson déclare qu'elle avait également été influencée musicalement par Parkway Drive et August Burns Red.

## Discographie
- 2013 : Eyes Wide Shut (single, Artery Recordings)
- 2014 : At War (single, Artery Recordings)
- 2015 : Conquer Divide (album, Artery Recordings)
- 2023 : Slow Burn (album, Mascot Records)